# Львівська ТЕЦ-2

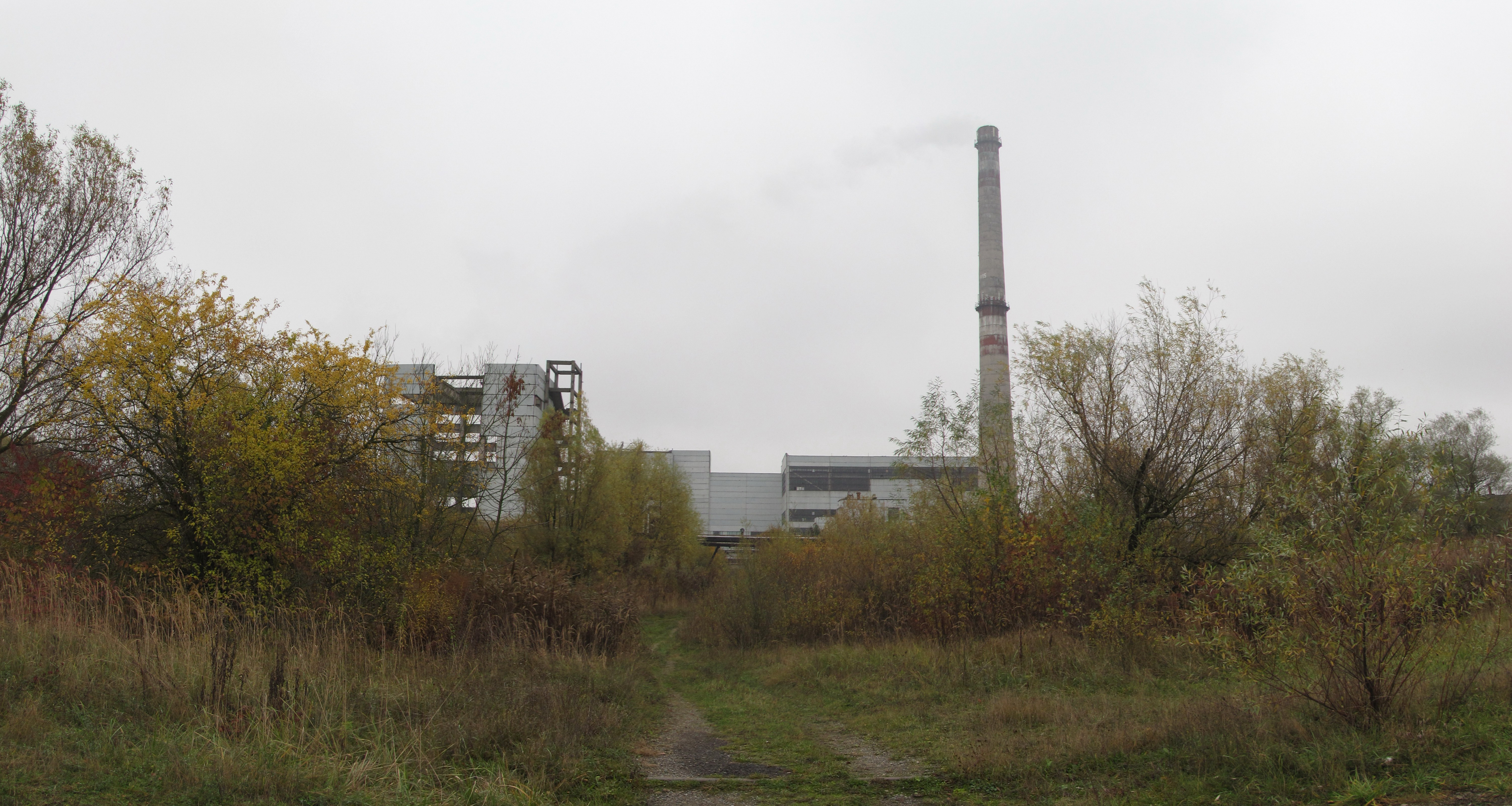
Львівська_ТЕЦ-2 (вид з півночі)

Львівська ТЦ «Північна» (колишня назва Львівська ТЕЦ-2) — теплоцентраль міста Львова. Наразі тут працює лише котел, який забезпечує тепловою енергією (центральне опалення) мешканців Шевченківського району міста Львова. Входить до складу ЛМКП «Львівтеплоенерго». Об'єкт під охороною.
У 2017 році на території Львівська ТЦ «Північна» планувалось створити сміттєпереробний завод, але через позицію сільської ради села Сороки-Львівські щодо права власності на земельну ділянку від ідеї будівництва заводу на території Львівська ТЦ «Північна» вирішили відмовитись.